# Heidi Crowter
Heidi Crowter é uma defensora inglesa dos direitos das pessoas com deficiência. Heidi faz campanha para o grupo antiaborto Don't Screen Us Out, desafiando a Lei do Aborto de 1967, que ela considera discriminatória contra fetos com deficiências. Heidi foi homenageada como uma das 100 mulheres da BBC, em dezembro de 2022.

## Vida pregressa
Heidi Crowter é filha de Liz e Steve Crowter. Logo após seu nascimento, seus pais descobriram que ela tinha síndrome de Down. Heidi teve leucemia, pneumonia e insuficiência renal. Ela fez uma cirurgia cardíaca logo após o nascimento. Heidi tem dois irmãos mais velhos e uma irmã mais nova. Aos 16 anos, Heidi foi vítima de trollagem na Internet e assédio relacionado a síndrome de Down.

## Carreira
Heidi trabalha em um salão de cabeleireiro em Coventry, na Inglaterra, gerenciando suas contas de mídia social e trabalhando com crianças.
Heidi está envolvida na campanha Don't Screen Us Out.  Heidi e dois outros processaram o Departamento de Saúde e Assistência Social, alegando que a Lei do Aborto de 1967 era discriminatória ao permitir o aborto de fetos com síndrome de Down e outros diagnósticos até o momento do nascimento. Em setembro de 2021, o caso foi rejeitado pelos juízes Rabinder Singh e Nathalie Lieven. No entanto, em março de 2022, Heidi recebeu permissão para apelar do veredicto por motivos limitados.
Heidi foi homenageada como uma das 100 mulheres da BBC em dezembro de 2022.

## Vida pessoal

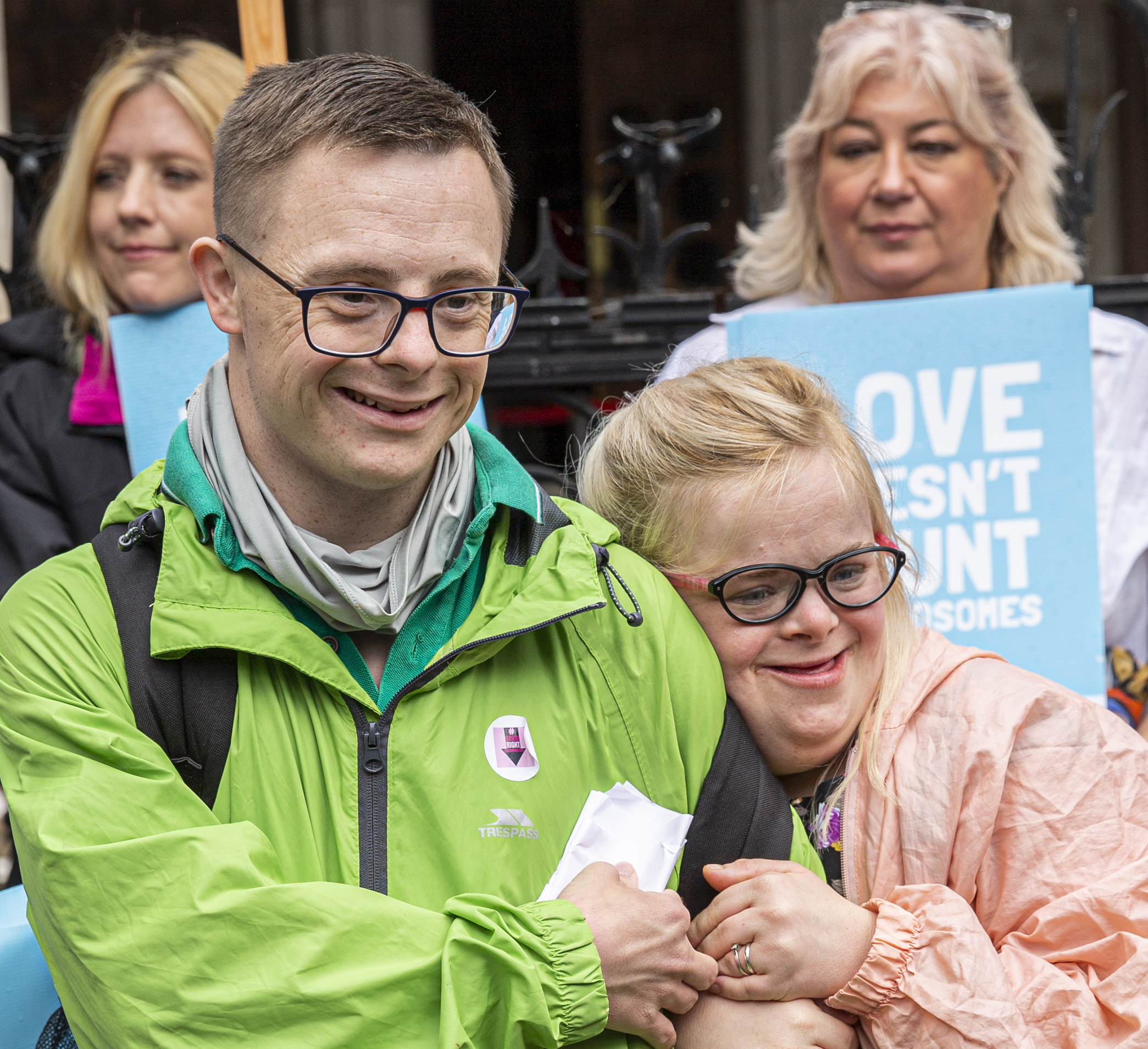
James Carter e Heidi Crowter em julho de 2021

Heidi é cristã. Ela conheceu seu futuro marido, James Carter, online em 2017. Eles ficaram noivos em 2018. Em 2020, Heidi se casou com James Carter na Igreja Hillfields, em Coventry.